# Hermann Julius Hermann
Hermann Julius Hermann (* 12. Oktober 1869 in Wien; † 10. Mai 1953 ebenda) war ein österreichischer Kunsthistoriker.

## Leben
Der gebürtige Wiener Hermann Julius Hermann wandte sich nach der abgelegten Matura dem Studium der Kunstgeschichte an der Universität Wien zu, das er 1895 mit dem Erwerb des akademischen Grades eines Dr. phil. abschloss. Hermann Julius Hermann übernahm in der Folge 1898 eine Assistentenstelle am Kunsthistorischen Museum in Wien, dort wurde er 1923 in der Nachfolge von Julius von Schlosser zum  Direktor der Sammlung für Plastik und Kunstgewerbe bestellt. Hermann hatte seit 1924, zunächst bis 1925 als Erster Vorsitzender des Kollegiums der wissenschaftlichen Beamten, ab 1925 als Erster Direktor die Leitung des Kunsthistorischen Museums inne, 1933 legte er diese Funktion nieder.
Hermann Julius Hermann habilitierte sich 1901 als Privatdozent für das Fach Kunstgeschichte an der Universität Wien, dort wurde er 1921 zum außerordentlichen Professor ernannt. 1921 wurde er in den wissenschaftlichen Beirat, 1929 in den Vorstand der Urania gewählt. Nach dem Anschluss Österreichs an das Deutsche Reich legte er seine Venia legendi nieder. Er verstarb 1953 83-jährig in Wien. Er wurde am Hietzinger Friedhof bestattet.
Nach dem Ersten Weltkrieg verteidigte Hermann Julius Hermann die österreichischen Kunstschätze mit Erfolg gegen Ansprüche der Nachfolgestaaten der Donaumonarchie.

## Schriften
- Miniaturhandschriften aus der Bibliothek des Herzogs Andrea Matteo III Acquaviva, Wien 1898
- Stammbaum des Hauses Habsburg, Habsburg-Lothringen zur Zeit der 50-jährigen glorreichen Regierung Sr. Majestät Franz Josef I.: 1848–1898; Kaiser von Oesterreich ..., Hermann, Wien 1900
- Zur Geschichte der Miniaturmalerei am Hofe der Este in Ferrara; Stilkritische Studien, Habilitationsschrift, Wien 1900
- Die illuminierten Handschriften in Tirol, Leipzig 1905 (Digitalisat)
- Pier Jacopo Alari-Bonacolsi, genannt Antico, Wien 1910
- Die frühmittelalterlichen Handschriften des Abendlandes, Karl W. Hiersemann, Leipzig 1923
- Die deutschen romanischen Handschriften, Karl W. Hiersemann, Leipzig 1926
- Die italienischen Handschriften des Dugento und Trecento. 2: Oberitalienische Handschriften der zweiten Hälfte des XIV. Jahrhunderts, Karl W. Hiersemann, Leipzig 1929
- Die Handschriften und Inkunabeln der italianischen Renaissance. 3: Unteritalien, Neapel, Abruzzen, Apulien und Calabrien, Karl W. Hiersemann, Leipzig 1933